# Ровень Мосты
Ровень Мосты — деревня в Осташковском городском округе Тверской области.

## География
Находится в западной части Тверской области на расстоянии приблизительно 33 км на северо-запад по прямой от города Осташков.

## История
Деревни Ровня и Мосты были отмечены еще на карте Шуберта (состояние местности на 1826—1840 годы). В 1859 году здесь (деревня Осташковского уезда) был учтен 1 двор, в 1939 — 20. До 2017 года входила в Залучьенское сельское поселение Осташковского района до их упразднения.

## Население
Численность населения: 4 человека (1859 год), 6 (русские 83 %) в 2002 году, 0 в 2010.